# コーディ・チェズナット
コーディ・チェズナット（Cody Chesnutt、表記上はCody ChesnuTT、1968年10月21日 - ）は、アメリカ合衆国のソウル・ミュージシャンである。両親はジャマイカ出身。
ファースト・アルバムのタイトルを「傑作」(The Headphone Masterpiece)と名付けたように、彼は自身の音楽的才能に自信をもっている。また、セックスに溺れた生活の中でその音楽性を磨いてきた。
かつてはワン・リトル・インディアン・レコードに所属していた。近年では、ザ・ルーツとのセッション（「The seed (2.0)」）などが有名である。

## ディスコグラフィ

### アルバム
- The Headphone Masterpiece (2002年)
- 『ランディング・オン・ア・ハンドレッド』 - Landing On A Hundred (2012年)
- My Love Divine Degree (2017年)

### EP
- Black Skin No Value (2010年)

### シングル
- "Look Good in Leather" (2001年)
- "The World Is Coming" (2002年)[2]
- "The Seed (2.0)" (2002年) ※featuring ザ・ルーツ（全英33位）
- "The Last Adam" (2006年)
- "Afrobama" (2008年)[3]
- "Come Back Like Spring" (2010年)[4]

### PV
- "King Of The Game" (2006年) ※ミシェル・ゴンドリー監督